# Eresiomera minium
Eresiomera minium är en fjärilsart som beskrevs av Druce 1910. Eresiomera minium ingår i släktet Eresiomera och familjen juvelvingar. Inga underarter finns listade i Catalogue of Life.